# Göttin

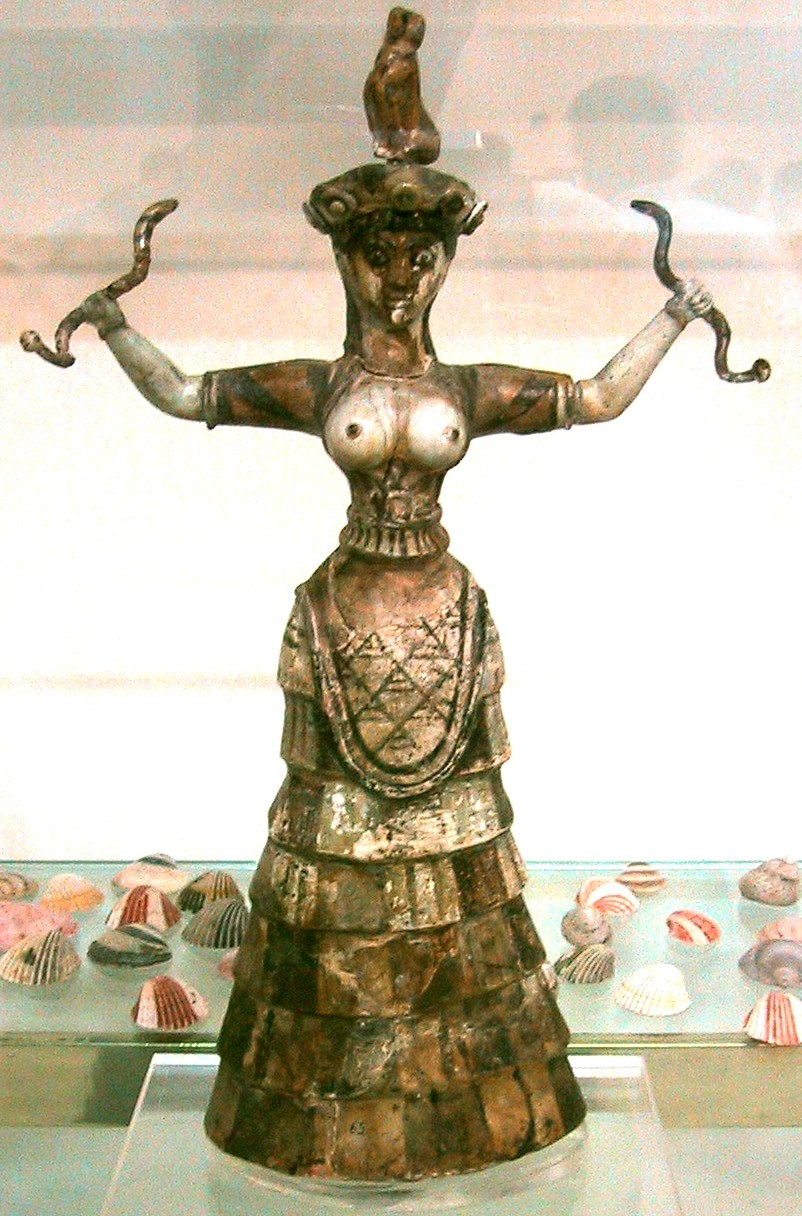
Sogenannte kleine Schlangengöttin aus dem Palast von Knossos in Kreta, um 1600 v. Chr.

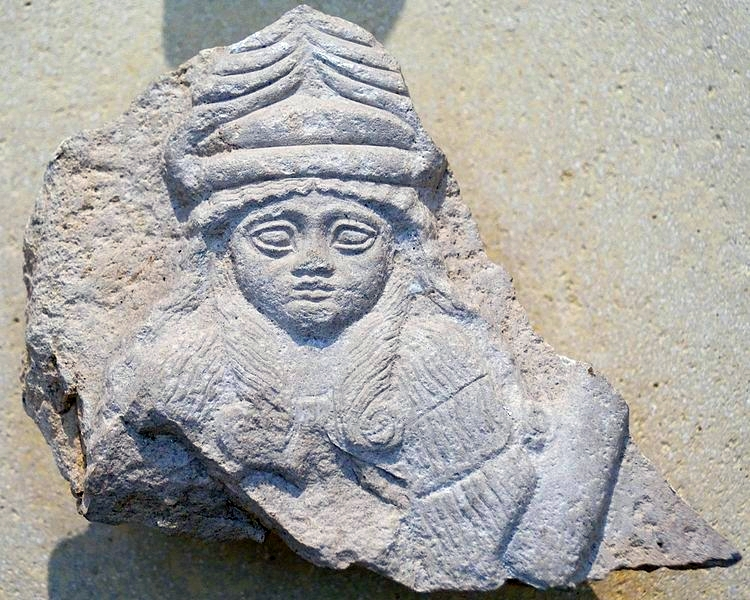
Sumerische Göttin, Fragment einer Stele von 2120 v. Chr.

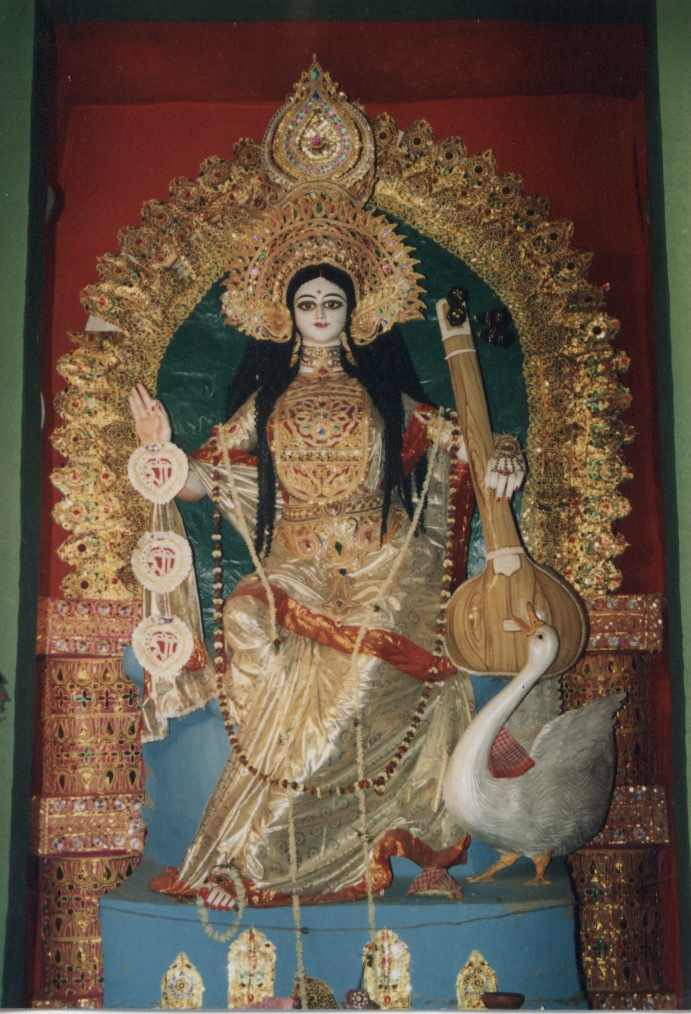
Hinduistische Göttin Sarasvati, Göttin der Kunst, Wissenschaft und Weisheit, in Kolkata für das Fest Vasant Panchami hergerichtet

Eine Göttin ist eine weibliche Gottheit. In vielen Religionen wurden und in einigen werden gegenwärtig Göttinnen verehrt, deren Vorstellungen und Wirkungsbereiche oft mit Fruchtbarkeit, Mutterschaft, dem Werden und Vergehen allgemein und der Erotik verbunden sind, aber ebenso gibt es beispielsweise Kriegsgöttinnen, Meeresgöttinnen und Göttinnen des Wissens und der Weisheit.

## Bedeutung
Göttinnen stehen, wie männliche Götter im Hinblick auf ihre Zeugungskraft, oft in Zusammenhang mit Weltschöpfungsmythen. Das weibliche Prinzip wird mit der Geburt, also auch mit der Geburt des Kosmos, assoziiert. Hieraus resultieren die möglicherweise weit in die Vorgeschichte der Menschheit weisenden Vorstellungen einer Muttergöttin, auch Erdgöttin, die sich etwa durch die 100 bis 200 Venusstatuetten aus dem Jungpaläolithikum (ab 40.000 Jahre vor heute, wie der jüngste Fund mit der Venus vom Hohlen Fels) historisch zu bestätigen scheinen, alles kleine figürliche Darstellungen nackter Frauenkörper unter besonderer Betonung der Geschlechtsmerkmale. Diese Interpretation wird jedoch von der Archäologie mehrheitlich zurückgewiesen.
Die Göttin erscheint in vielen Mythen auch als Gestalt, die dem heute geläufigen Bild des Weiblichen nicht zu entsprechen scheint. So wird sie auch mit scheinbar männlichen Attributen in Zusammenhang gebracht: mit Krieg, Jagd, Herrschaft, Gewalt und Macht, vollkommenem Geist und autonomer Sexualität, wie er dem bis heute historisch immer noch nicht geklärten Mythos von den Amazonen zugrunde liegt. Darüber hinaus stellt sie auch das Prinzip des Todes dar, wobei das Leben gebende das Leben auch nimmt, wenn dies auch im Zusammenhang mit dem Glauben an einer hierdurch ermöglichten Wiedergeburt steht. In der Rolle als Lebens- und Todesgöttin wird das Weibliche mit dem menschlichen Schicksal in Verbindung gebracht. Durch die gegensätzlichen Eigenschaften, die Göttinnen zugeschrieben werden, erscheinen viele (wie auch maskuline Götter) als Verkörperung der Vereinigung der komplementären Gegensätze wie Schöpfung/Zerstörung, Leben/Tod, Liebe/Hass, Gut/Böse, Geist/Materie, Licht/Dunkel.

### Göttinnen in der Entwicklung der Zivilisation
Im Übergang von kleineren sozialen Organisationen zu Zivilisationen hatten Göttinnen-Kulte weltweit eine Bedeutung, so z. B. in Indien, Ägypten, Mesopotamien, China, Japan, Griechenland und Rom. Göttinnen waren in diesen komplexen Agrargesellschaften u. a. zuständig für fruchtbaren Ackerbau, das Königtum, Schutz der religiösen Zentren und siegreiche Kriege.
In den verschiedenen Kulturen hatten Göttinnen eine Vielzahl wichtiger Funktionen inne, einen universalen Kult der 'Großen Mutter' kann man jedoch nicht feststellen. In einigen Kulturen waren die Göttinnen eng verbunden mit dem Aufkommen größerer Städte sowie dem Königtum und galten als Ursprung komplexer sozialer Organisationen. Oftmals waren sie für soziale Einrichtungen wie Steuererhebung und Verteilung von Ressourcen zuständig, während in anderen Kulturen Göttinnen lediglich Gefährtinnen von männlichen Göttern darstellten oder aus älteren schamanistischen Kulten in Mysterienkulte übernommen wurden.

## Historische Religionen
Im mesopotamischen Raum gehören die Göttinnen mit zu den ältesten Gottheiten und einige Forscher vermuten, dass eine Präsenz weiblicher Gottheiten bis in die Vorgeschichte zurückreicht, da ein Großteil der gefundenen Skulpturen weiblich ist und männliche Skulpturen eher die Ausnahme bilden.
Umstritten ist, ob ein Primat von Göttinnen mit einem sozialen Matriarchat zusammenhing. Ein Vergleich mit heutigen Kulturen, die viele Göttinnen kennen oder bei denen die Verehrung von Göttinnen prominent ist, zeigt, dass dies „nicht zwingend Gesellschaften [sind], in denen Frauen geschätzt werden und ihnen Chancen offenstehen.“
Mit Ausnahme der hethitischen Sonnengöttin von Arinna stehen in den meisten Religionen des Altertums keine Göttinnen an der Spitze einer Götterhierarchie. Sie fungieren oft als Fruchtbarkeits-, Mutter- oder Erdgöttinnen, oder auch nur „als spekulative Ergänzungen ihres Gatten ohne eigenen Tempel.“
Die akkadische Ischtar – der sumerischen Inanna und der westsemitischen Astarte entsprechend – war eine Kriegs-, Mutter- und Liebesgöttin. Als dominierende Göttin konnte ihr Name auch gleichbedeutend für Göttinnen überhaupt verwendet werden.
Erd-, Fruchtbarkeits- und andere Göttinnen wurden auch in Regionen verehrt, in denen Ackerbauern lebten, von Ägypten über den Orient und Kleinasien bis zu den Kelten, Germanen und Slawen. Auch die Hochkulturen der Azteken, Mayas und Inkas verehrten Göttinnen.

### Ägypten
Im alten Ägypten gab es eine Vielzahl bedeutender Göttinnen. Beispielsweise die Himmelsgöttin Nut, die auch die Ehefrau des Erdgottes Geb war, Neith, die Göttin des Webens und der siegreichen Waffen und Hathor, die als Himmelsgöttin in unterschiedlichen Formen vorkommt. Andere wichtige Göttinnen in Ägypten waren z. B. Maat, Bastet und Mut.
Eine der bekanntesten ägyptischen Göttinnen ist Isis. Der Pharao wurde als Sohn der Isis angesehen und ihr Name ist linguistisch dem Wort für Thron verwandt, so dass sie auch als der heilige Sitz des Pharao galt. Später war Isis die Gattin des Osiris und Mutter des Horus und wurde schließlich zu einer universalen Göttin, deren Kult sich auch nach Griechenland und Rom ausbreitete.

### Griechenland und Rom
Die vorolympischen Göttinnen Griechenlands waren normalerweise in Vegetations-Rituale eingebunden, wie z. B. die Erdmutter und chthonische Mutter der Götter, Gaia. Bevor das Orakel von Delphi dem Apollon gewidmet war, stand es mit Gaia in Verbindung. In Ausübung des Gaia-Kultes wurden Opfer von Tieren, Getreide und Früchten dargebracht und Besessenheitstrance praktiziert.
Im Mysterienkult von Eleusis wurde die Erdgöttin Demeter verehrt. In diesem Kult erscheint das Thema der Wiedergeburt an Demeters Tochter, Persephone, die von Hades in die Unterwelt entführt wurde.
Spätere griechische Göttinnen stammten häufig von prähellenischen Göttinnen der Erde ab. Olympische Göttinnen waren Hera, Athene, Artemis, Demeter, Hestia und Aphrodite. Diese Göttinnen hatten unterschiedliche Rollen und Funktionen, die auch noch die früheren Einflusssphären zeigten. Die griechischen Göttinnen verloren teilweise frühere chthonische Aspekte nach der Einordnung in eine Hierarchie, deren oberster Gott Zeus war. Sie zeigten nun häufig keine Verbindung mehr zu den Kräften des Lebens und des Todes. Anstelle der Erdgöttinnen traten nun im männlich ausgerichteten Pantheon Göttinnen hervor, die Teilaspekte der Göttinnenidee verkörperten. In der Entwicklung der griechischen Kultur stellte diese „Aufspaltung der Göttin in Einzelteile“ eine Transformation der Göttinnen-Verehrung dar.
In der römischen Kultur liegt eine starke Identifikation von römischen und griechischen Gottheiten vor, die meisten römischen Götter hatten eine griechische Entsprechung. Göttinnen, die den griechischen entsprechen sind z. B. Juno, Diana, Minerva, Venus, Vesta, Ceres und Proserpina.
In der Antike galten neben den Parzen (Schicksalsgöttinnen) Artemis, Eileithyia (in Verbindung mit Hera), Juno und Lucina u. a. als Geburtsgöttinnen.
In Rom wurden auch Göttinnen anderer Völker und Kulturen übernommen, so die anatolische Kybele und die ägyptische Isis.

### Celticum

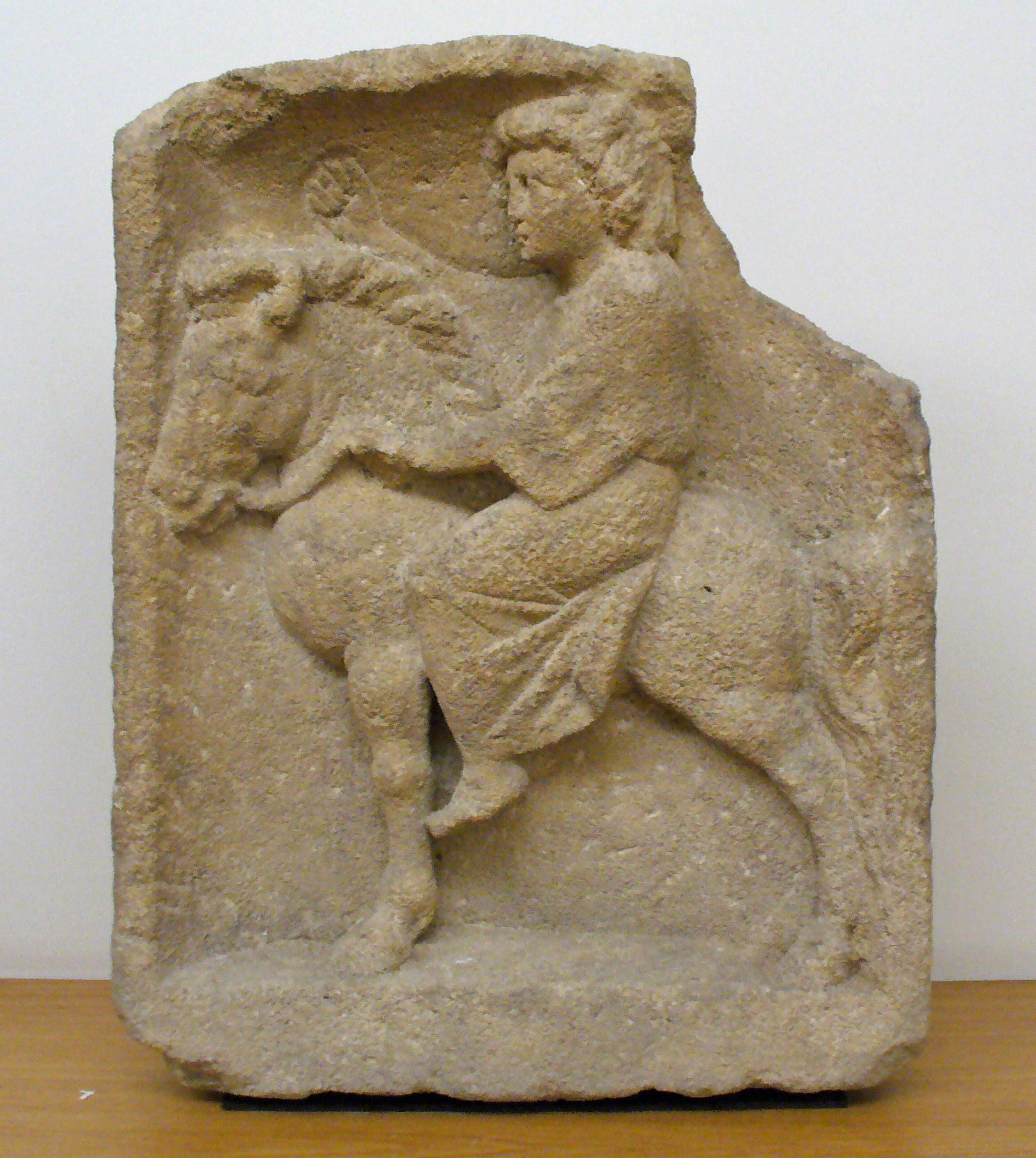
Epona

Im Celticum, dem von den Kelten besiedelten Gebieten Europas und Kleinasiens, sind Göttinnen insbesondere als Mutter- und Landesgöttin verehrt worden. Sie spielten von Anfang an in der Keltischen Religion eine bedeutende Rolle, was auch dadurch bezeugt ist, dass das indogermanische *deivā („Göttin“, daraus auch lateinisch dea) in allen keltischen Sprachen in der häufigsten Variante Deva gut belegt ist. Diese Landesgöttinnen gehen oft noch auf vorkeltische, manchmal sogar vorindogermanische Lokalgottheiten zurück.
Die Vorstellung der Kelten von ihren Göttinnen und deren Mythen ist kaum belegt, da es fast keine Schriftquellen dazu gibt. Von antiken griechischen und römischen Autoren sind wenige Namen überliefert, wie Andraste und Epona. In Weihe- und anderen Inschriften sind oft durch die Interpretatio Romana alte keltische mit römischen Gottheiten in Verbindung gebracht worden (Beispiel Abnoba – Diana). Einige dieser Göttinnen sind nach der Christianisierung euhemeristisch zu weltlichen, wenn auch oft zauberkundigen Heroinnen umgedeutet worden (Epona – Rhiannon im Pwyll Pendefig Dyfed, „Pwyll, Fürst von Dyfed“). Ihre ehemalige göttliche Funktion ist lediglich in einzelnen Zügen der späteren Überlieferungen noch zu erkennen.
Die Muttergöttinnen zeigen sich in der Verehrung der meist in Triaden auftretenden Matronen, einzeln personifiziert in der Göttin Dea Matrona. Als Landesgöttinnen sind sie eng mit dem Brauch des Hieros gamos („Heilige Hochzeit“) verbunden. Hiemit ist die – oft real mit einer Priesterin – vollzogene Geschlechtsverbindung mit der Göttin des Landes gemeint, da nur durch diesen Weiheakt der König als solcher anerkannt wurde. Ein Beispiel aus der irischen Mythologie ist die Sage Baile in Scáil („Die Weissagung des Phantoms“, „Die Vision des Gespenstes“) über die Inthronisation Conn Cétchathachs.
Sowohl Mutter- als auch Landesgöttinnen sind eng mit der Funktion von Fruchtbarkeitsgöttinnen verbunden. In der Gestalt der Tailtiu ist die Wandlung einer Erd- und Fruchtbarkeitsgöttin zu einer Sagengestalt erkennbar.

### Vorislamisches Arabien
Auch die altarabische Religion kannte mehrere Göttinnen. Zu den bedeutendsten Göttinnen, die in vorislamischer Zeit in Nordarabien in Form von Steinmalen verehrt wurden, gehörten al-Lāt, al-ʿUzzā und Manāt. Nach der Einnahme Mekkas im Jahre 630 wurden die Steinmale dieser Göttinnen zerstört und ihre Verehrung verboten.

## Außereuropäische Religionen

### Japan, China und Tibet
In Tibet und der Mongolei stellt der tantrische Buddhismus eine Religion dar, die stark auf die Verehrung von Göttinnen ausgerichtet ist. Dabei wird die göttliche Macht als gleichzeitig entgegengesetzt und komplementär verstanden, die sich in männlichen und weiblichen Manifestationen ausdrückt (vgl. Yab-Yum). Diese Verbindung von weiblichen und männlichen Prinzipien und dynamischen Spannungen entstammt dem hinduistischen Tantra. Es gibt eine Fülle von Göttinnen, die die Gefährtin und den Gegensatz einer männlichen Gottheit darstellen. Jedoch gibt es auch unabhängige und eher autonome Göttinnen, beispielsweise den weiblichen Bodhisattva Tara.
Im tibetischen Bön haben Göttinnen, gleich dem Vajrayana, auch eine bedeutende Rolle. Eine bekannte Bön-Göttin ist z. B. Palden Lhamo.
Im chinesischen Daoismus und Volksglauben gibt es ebenfalls eine große Anzahl an Göttinnen. Besonders im Volk verehrt wird Guanyin, ursprünglich ein Bodhisattva, im Volksglauben jedoch die Göttin der Gnade. Guanyin wird auch in Japan noch verehrt. Im Amitabha-Buddhismus bringt Guanyin Gläubige ins Reine Land des Amitabha-Buddha und verleiht die Gewissheit der Erleuchtung. Auch gilt sie als Lehrerin.
Die höchste daoistische Göttin ist Xiwangmu, andere populäre Göttinnen sind z. B. Mazu und Doumu.
Im japanischen Shintoismus gibt es eine Vielzahl von weiblichen und männlichen Naturgottheiten. Der Gott Izanagi und die Göttin Izanami gelten als Schöpfer der Welt und stellen ein Paar dar. Sie sind die Eltern der Sonnengöttin Amaterasu und des Sturmgottes Susano-o no Mikoto und auch anderer Naturgottheiten. Die japanische Kaiserfamilie bezog sich auf Amaterasu als Kultgottheit, wobei sie nicht nur als shintoistische Sonnengöttin angesehen wurde, sondern auch als Strahlender Buddha des Himmels. Der japanische Kaiser galt als Nachfahre Amaterasus und sollte deshalb den Frieden in der Welt aufrechterhalten und war für Amaterasus Haupt-Schrein verantwortlich.

### Hinduismus
Bei Hindus auf der ganzen Welt ist der Glaube an die Gestalt Gottes in weiblicher Form sehr populär. Der Shaktismus, eine der drei Hauptströmungen, sieht die Göttin als über die männlichen Gottheiten dominierend an. Das Bild der schwarzen Göttin Kali, die triumphierend auf dem männlich gedachten, weißen Gott Shiva steht, drückt diese Überlegenheit aus. Dagegen zeigen andere Darstellungen dieselbe Göttin als tugendhafte, liebevolle Gattin Parvati an seiner Seite. Wieder andere weisen deutlich auf die Einheit von männlich/weiblich hin, wenn etwa die Tradition Rama und Sita in einer einzigen Lotusblüte darstellt oder das göttliche Liebespaar zu einer anscheinend untrennbaren Einheit umschlungen ist. In der Gestalt der Mahadevi hingegen erscheint die Göttin als höchste Gottheit und Allwesen, aus der die männlichen Götter hervorgehen.
Obwohl meist als polytheistisch bezeichnet, lehren fast alle hinduistischen Religionen das formlose göttliche Eine, wenn auch in unterschiedlichen Philosophien. Für Shaktianhänger ist dieses höchste Eine Shakti, die weiblich gedachte Form Gottes. Erscheint sie einmal als junge Frau ohne männliches Gegenstück wie Durga, ist sie dann wieder Ehefrau, Mutter oder sehnsuchtsvolle Geliebte; ist sie als Lakshmi die Göttin der Hausfrauen und der Schönheit, stellt sie als Sarasvati die Herrin über Künste und Wissenschaften dar. Nicht nur die hinduistische Philosophie drückt die Einheit des Göttlichen aus, auch die Puranas und Tantras, Bücher, deren Wissen im Volk weit verbreitet ist, machen diese Tatsache in bildhafter Sprache, in Geschichten und in Gebeten deutlich:
Wie die Sonne, die sich in den Teichen spiegelt, als ungezählte Sonnen erscheint, so erscheinst auch du, O Mutter, als viele – Du Eine ohne Zweites, Höchstes Brahman! (aus der tantrischen Schrift Mahakalasamhita)
Die indische Volksreligion kennt ebenfalls eine Vielzahl von Göttinnen.

### Afrikanische und afroamerikanische Religionen
In afrikanischen Religionen, darunter der Religion der Yoruba, sowie in afroamerikanischen Religionen, wie Candomblé, Santería und Umbanda, werden Göttinnen verehrt. Unter den Orishas sind beispielsweise Yemaja und Oyá wichtige Göttinnen.

## Westliche Göttinnen der Neuzeit
Während der Französischen Revolution wurde auf Betreiben Robespierres in den Jahren 1793 und 1794 versucht, die herkömmliche Religion durch den Kult einer allegorischen Göttin der Vernunft zu ersetzen. Bei den ersten Feierlichkeiten verkörperte eine Schauspielerin diese Göttin in der Pariser Kathedrale Notre-Dame. Mit dem Ende der Herrschaft der Jakobiner scheiterte dieser Versuch eines atheistischen Staatskultes.
Mit dem Aufkommen von Wicca und Neopaganismus wurde die Idee einer Göttin auch in Europa und den USA wieder populär. Hier tritt besonders die Dreifaltige Göttin hervor.

## Theoretische Aspekte der Verehrung von Göttinnen
Einer der ersten europäischen Forscher im 19. Jahrhundert, der Göttinnen in seinem Werk darstellte, war Johann Jakob Bachofen.
Auch von einigen Psychologen wurden Theorien über die Verehrung von Göttinnen aufgestellt. Sigmund Freud interpretierte die Verehrung von Göttinnen als kindlichen Wunsch, sich wieder mit der Mutter zu vereinigen. Er nahm an, dass es unbewusste Fantasien gebe, die aus einer Phase der frühen psychischen Entwicklung stammen, in der die Mutter als allmächtig erscheint. Freuds Theorien sind heutzutage stark umstritten.
Carl Gustav Jung befasste sich mehr mit den religiösen Impulsen der Göttinnen-Verehrung. Er nahm an, das feminine Prinzip sei ein universaler, innerpsychischer Archetypus, der in der Psyche auch eigenständig handle.
Der Jungianer Erich Neumann entwickelte 1955 eine voll ausgearbeitete Theorie zur Göttinnen-Verehrung in seinem Werk Die große Mutter, das Göttinnen anhand einer Vielzahl von psychologischen Perspektiven erläutert. Neumann geht nicht auf gesellschaftliche Zusammenhänge ein, sondern verwendet ausschließlich Begrifflichkeiten des Innerpsychischen. Obwohl Neumann methodologisch kritisiert wird, stellt sein Werk eines der umfangreichsten der Göttinnen-Forschung dar. Er beschreibt die große Fülle an Erscheinungen der Göttinnen und legt transformative Aspekte der religiösen Impulse in Bezug auf Verehrung von Göttinnen dar. Im archetypischen Symbol der Göttin stellt er vier Dimensionen fest, unter die jede Göttin eingeordnet werden könne:
- die gute Mutter, die in Verbindung steht zu Themen wie Geburt, Wiedergeburt und Vegetationskulten;
- die schreckliche Mutter, die in Verbindung steht zu Themen wie Krankheit, Erlöschen und Tod;
- die positive Göttin der Transformation, die mit Inspiration und Weisheit, Ekstase und Visionen verbunden ist;
- die negative Göttin der Transformation, die mit Wahnsinn, Zurückweisung, Impotenz und Deprivation in Zusammenhang steht.

Joseph Campbell hat in seinem Werk Die Masken Gottes ebenfalls einen jungianisch ausgerichteten Beitrag zur Göttinnen-Verehrung dargelegt, der auch auf phänomenologische Perspektiven eingeht.
Der Anthropologe und Religionswissenschaftler Edwin Oliver James vertrat 1959 in Bezug auf Göttinnen einen geschichtlichen und kulturellen Ansatz, jedoch auch eine jungianische Perspektive.
Zwischen den 50er und den 80er Jahren gab es keine Hauptwerke über das Phänomen der Göttinnen. Erst in den 80er Jahren wandten sich Anthropologie, Religionswissenschaft und feministische Wissenschaften diesem Forschungsgebiet wieder zu. Gründe für diese neueren Forschungen waren das Wiederaufleben der Matriarchatsdiskussion, die Beschäftigung des Feminismus mit der Symbolik der Göttinnen und neue Ansätze in der vergleichenden Religionswissenschaft.
So beschäftigte sich Mircea Eliade 1982 mit dem Thema in seinem Werk Mother Worship: Theme and Variations. Carl Olson war 1983 der Herausgeber des Werkes The Book of the Goddess: Past and Present, das Artikel von Religionshistorikern und feministischen Wissenschaftlern enthält.
Die Annahme über eine Kulturstufe des Matriarchats ist, obwohl die meisten Religionswissenschaftler und Anthropologen davon ausgehen, eine solche habe es nie gegeben, nicht aus der Diskussion verschwunden. Einige wenige bekannte Wissenschaftler, wie Joseph Campbell, nehmen an, dass es ein „Mutterrecht“, wie Bachofen es postulierte, gegeben hat. Diese Forscher gehen davon aus, dass ein Matriarchat archäologisch nachweisbar sei. Die feministischen Wissenschaften stimmen im Allgemeinen inzwischen der anthropologischen Sichtweise zu, obwohl einige feministische Autorinnen weiterhin an der Idee einer Großen Göttin und matriarchaler Kulturen festhalten, ein Beispiel stellt Starhawk dar.